# 興教門之變
興教門之變是发生在五代十国后唐莊宗时期鄴都之變的後續兵變事件，鄴都之變時後唐莊宗李存勗正欲親征應對，指揮使郭從謙乘機在洛陽興教門發動政變，李存勗於此政變中被殺身亡。

## 簡介
同光四年（926年），魏博的一個士兵皇甫暉因為賭博輸錢，煽動不能還鄉的同袍們發動兵變，斬殺指揮使楊仁晸，脅迫留守趙在禮叛亂，攻下鄴都，是為鄴都之變。莊宗命歸德節度使元行欽前往討伐，行欽無功而返。莊宗又命義兄李嗣源前往討伐，嗣源居然被軍士挾持，與魏博叛軍合兵造反，李嗣源非常後悔，想要設法回歸朝廷，但他的女婿石敬瑭、部將康義誠告訴李嗣源，造反局勢已成，後悔也勢難免罪。嗣源只好占據汴州（今河南開封），進軍洛邑，莊宗決定親征反擊。
从马直指揮使郭從謙平時視郭崇韜為叔父，又是莊宗弟睦王李存乂（也是郭崇韬女婿）的養子。郭崇韜和李存乂先後被莊宗冤殺，莊宗先前又戏言郭从谦党附二人及指使部下军士作乱，郭從謙害怕，当时就散布流言动摇军心。莊宗见汴州已失，班师洛邑，郭从谦当时不知李存乂已死，趁机作乱，打算拥立李存乂，領兵攻打興教門。庄宗正在用餐，率近卫军将乱兵逐出，并派宦官急召率骑兵在外的蕃汉马步使朱守殷，但朱守殷见危不救。
此時乱兵集結，火烧兴教门，趁亂攻入，庄宗身边近臣宿将多逃遁，仅剩散员都指挥使符彥卿及宿卫军校何福进、王全斌等十馀人仍然力战。不久庄宗被流箭射中，王全斌將其扶至絳霄殿，莊宗渴懑求飲，刘皇后不願意見庄宗，只派宦官進奉酪漿，庄宗喝完一杯即身死。符彦卿、王全斌等大慟而去。一名伶人拾取丟棄的樂器放在莊宗屍體上，點火焚屍。史稱“興教門之變”。
而刘皇后、李存渥则在元行钦护送下引七百骑焚喜庆殿从师子门出走；皇弟通王李存确、雅王李存纪奔南山。宫人多逃散，朱守殷入宫选宫人三十馀人，命他们自取乐器珍玩，供自己家收藏。诸军大掠都城。隨後李嗣源入洛阳，葬莊宗屍骨于雍陵。
后来李嗣源称监国，在莊宗柩前即位，以示合法继承帝位，是为明宗。明宗假意將郭从谦任为景州刺史，随即族灭之。

## 莊宗之死及影響
李存勗之死史有異說，或稱李嗣源陰謀叛變，與劉玉娘內外遙相呼應，時劉玉娘進酪是促莊宗速死，莊宗死後其最大獲利者為李嗣源，而後劉玉娘死於李嗣源之手是被滅口。且事發當下李存勗身旁軍校如符彥卿、王全斌、何福進皆日後著名將帥，名震當世，沙場老練之人，李存勗中流矢飲酪豈無阻止之理？然劉玉娘進酪予莊宗一事在當時已天下皆知，李嗣源若要取得合法繼承莊宗帝位的正當性，誅殺劉玉娘有其必要。而異說符、王、何參與或知悉內謀一事也有問題，按理李嗣源當下若仿處置劉玉娘之手段對付三人亦無不可，且事後三人終後唐一世並無顯達，三人成名之日皆後晉以後之事，此應能推斷符、王、何並無參與內謀。